# St. Quirinus (Malberg)

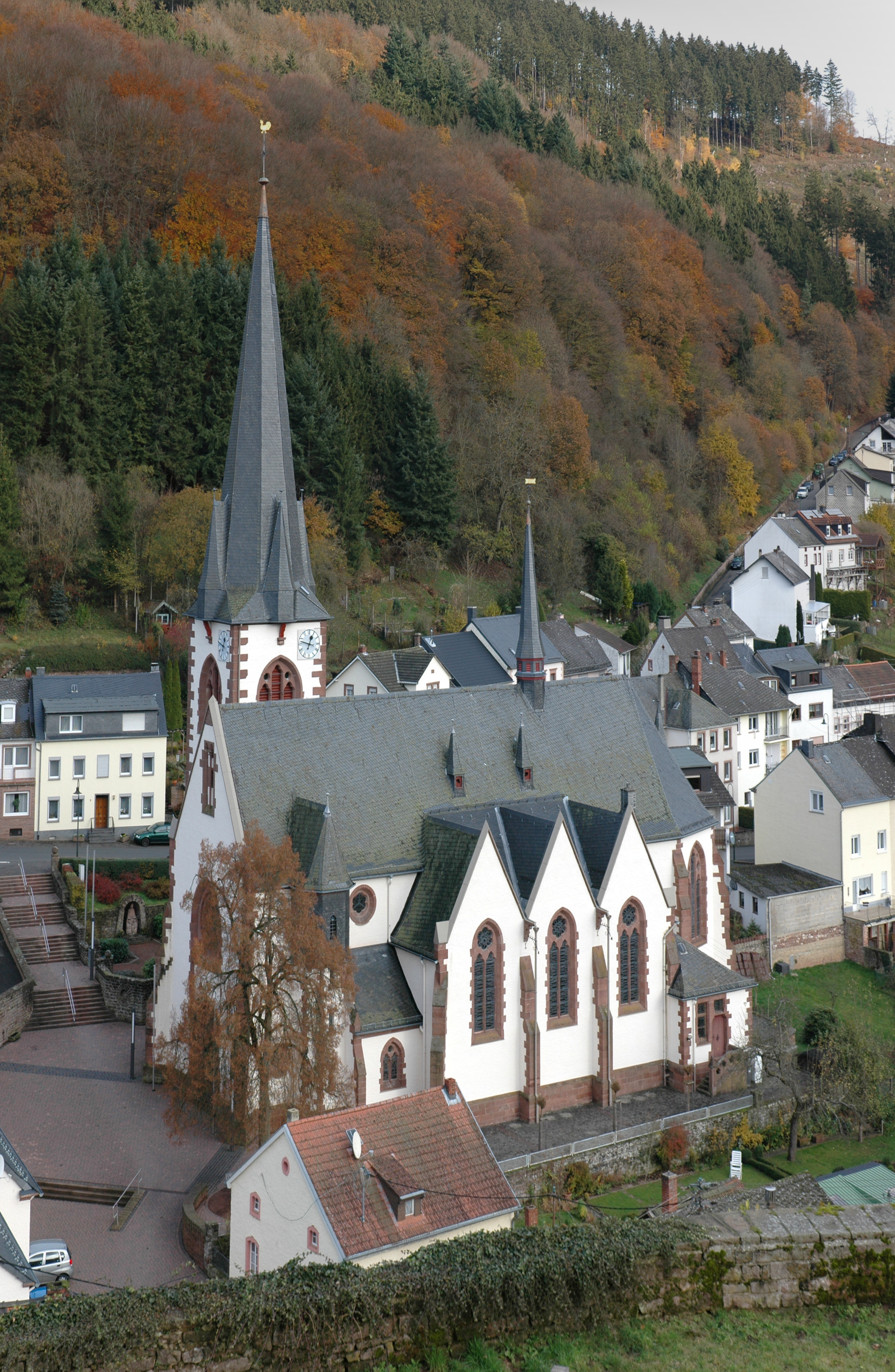
St. Quirinus (Malberg)

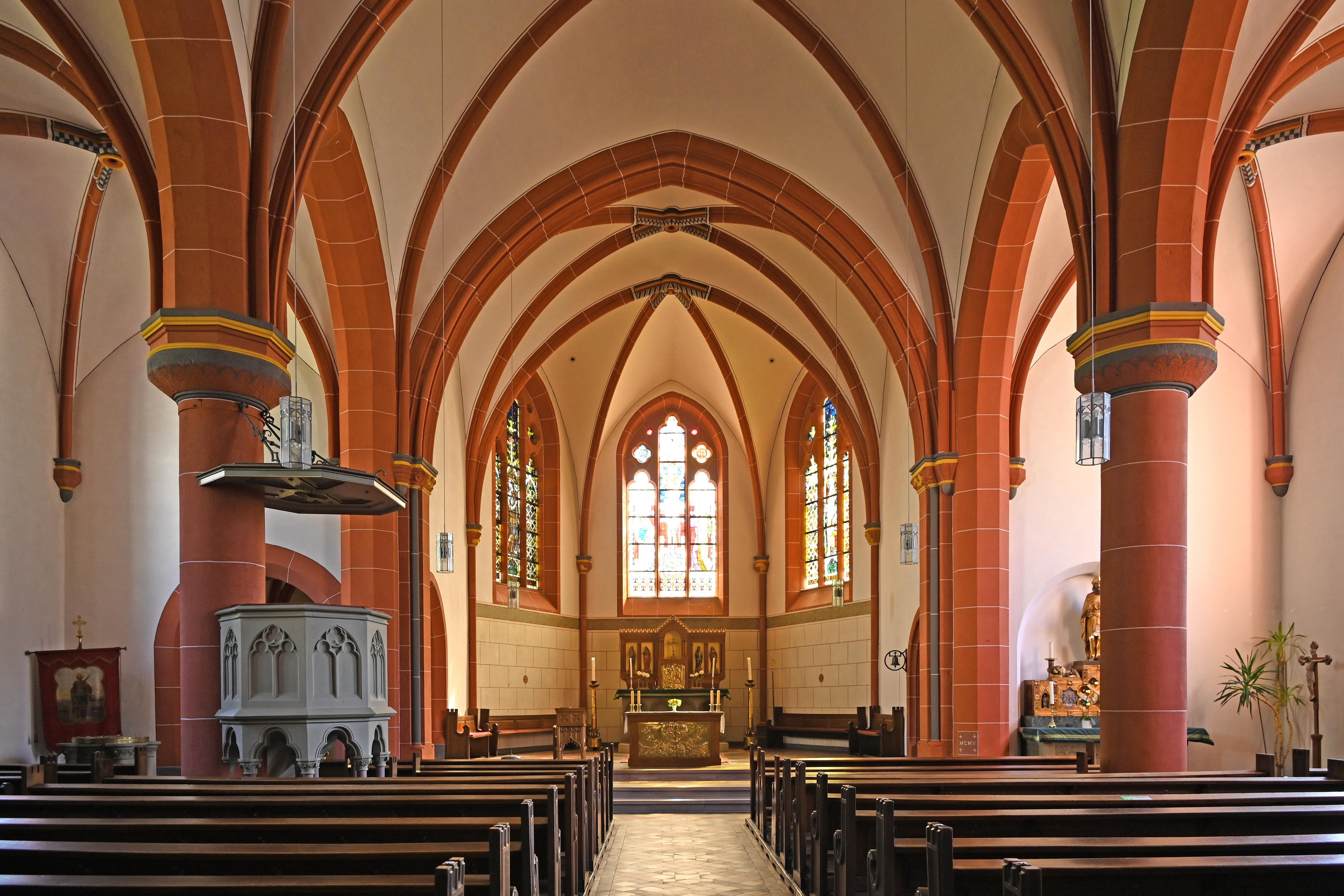
Innenraum, Blick zum Altar

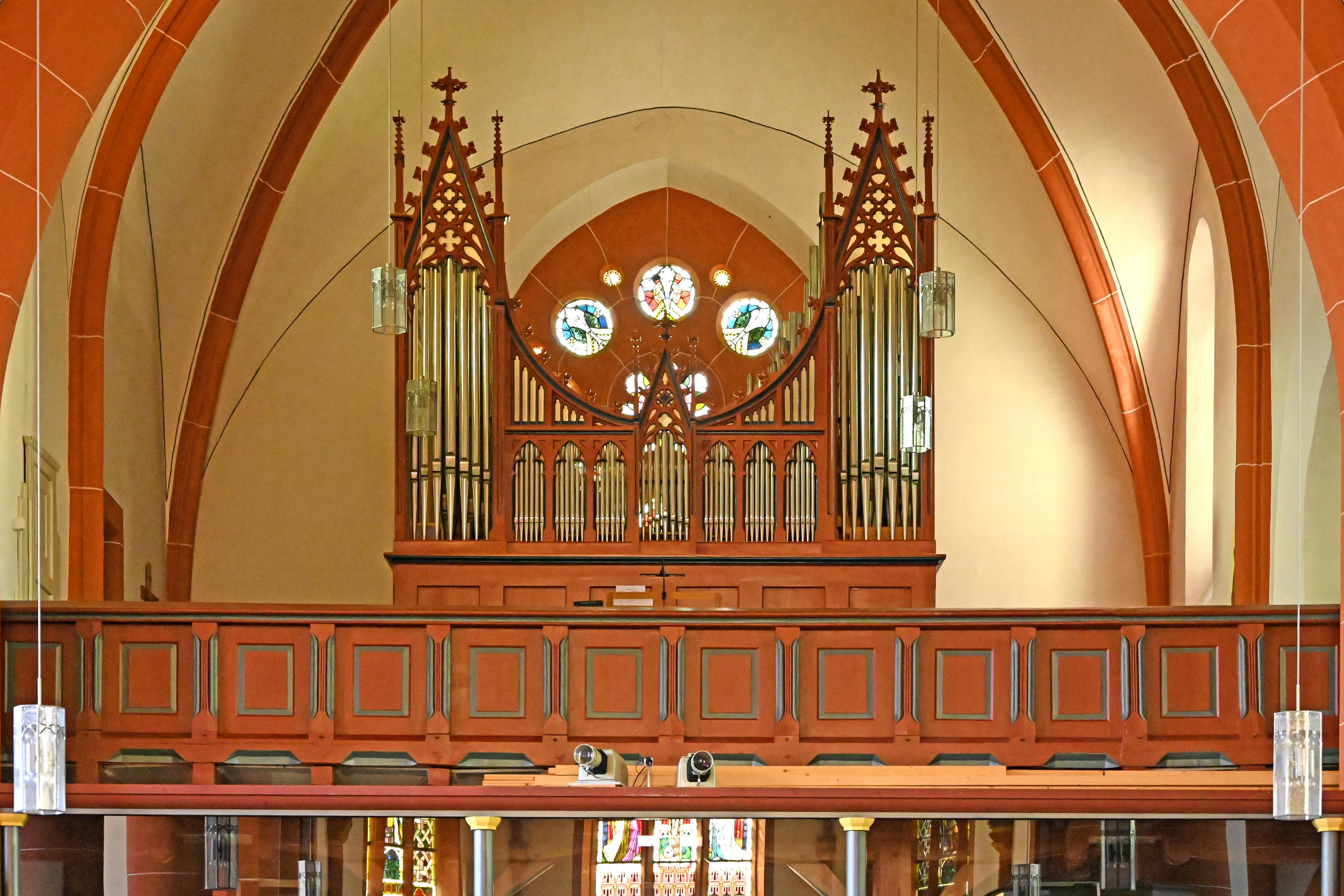
Orgel von Mamert Hock (1906), II/P

Die Kirche St. Quirinus (auch: St. Quirin) ist die römisch-katholische Pfarrkirche von Malberg im Eifelkreis Bitburg-Prüm in Rheinland-Pfalz. Die Pfarrei gehört zur Pfarreiengemeinschaft Kyllburg im Dekanat Bitburg im Bistum Trier.

## Geschichte
Eine Kapelle ist in Malberg seit 1316 bezeugt, seit 1570 als Quirinuskapelle (nach: Quirinus von Neuss). Die heutige Kirche wurde von 1905 bis 1906 von Ernst Brand gebaut (endgültig eingeweiht 1909). Es handelt sich um eine dreischiffige neugotische Stufenhalle mit schmalem Dach (samt spitzem Dachreiter) und hohem spitzen Flankenturm (mit Wichhäuschen). Zwerchgiebel auf beiden Seiten geben dem Außenbau das besondere Gepräge.

## Ausstattung
Die Kirche verfügt über eine Kanzel mit Schalldeckel. Im linken Seitenschiff steht eine Pietà. Die zweimanualige Orgel mit 12 Registern stammt von Mamert Hock. Sie steht auf der Empore. Bei der Kirche befinden sich eine Mariengrotte mit Schutzmantelmadonna und ein spätbarocker Bildstock von 1788.